# Тольский язык
Тольский язык (толь, восточно-хикакский, восточный хикаке, толупан, торупан) — один из хикакских языков. Распространён в Гондурасе (департамент Морасан). В прошлом был также распространён в департаменте Йоро. Общее число носителей около 350 чел. (1997) при величине этнической группы 19,6 тыс. чел.

## Письменность
Письменность на основе латинского алфавита: A a, C c, Cj cj, C' c', E e, I i, J j, L l, M m, N n, O o, P p, Pj pj, P' p', Q q, Qj qj, S s, T t, Tj tj, T' t', Ts ts, Tsj tsj, Ts' ts', U u, Ü ü, V v, W w, Y y, '. В заимствованиях из испанского языка также используются буквы B b, D d, G g, F f, H h, Ll ll, Ñ ñ, R r, Rr rr, Z z.

## Фонология
|               |                | Губно- губные | Альвеолярные | Боковые | Палатальные | Заднеязычные | Глоттальные |
| ------------- | -------------- | ------------- | ------------ | ------- | ----------- | ------------ | ----------- |
| Взрывные      | простые        | p             | t            |         |             | k            | ʔ           |
| Взрывные      | аспирированные | pʰ            | tʰ           |         |             | kʰ           |             |
| Взрывные      | абруптивные    | pʼ            | tʼ           |         |             | kʼ           |             |
| Аффрикаты     | простые        |               | t͡s           |         |             |              |             |
| Аффрикаты     | аспирированные |               | t͡sʰ          |         |             |              |             |
| Аффрикаты     | абруптивные    |               | t͡sʼ          |         |             |              |             |
| Спиранты      | Спиранты       | β             | s            |         |             |              | h           |
| Носовые       | Носовые        | m             | n            |         |             | ŋ            |             |
| Аппроксиманты | Аппроксиманты  | w             |              | l       | j, j̈        |              |             |

|         | Передние | Средние | Задние |
| ------- | -------- | ------- | ------ |
| Верхний | i        | ɨ       | u      |
| Средний | e        |         | o      |
| Нижний  |          | a       |        |